# Kalil Nasraui
Kalil Nasraui (São Paulo,1933 – 2020) foi um empresário brasileiro e fundador da rede de fast-food brasileira Rei do Mate.

## História
Kalil Nasraui era filho de um imigrante sírio com uma brasileira de ascendência italiana.

### Rei do Mate
Em 1978 Kalil fundou, em São Paulo, uma empresa que mais tarde viria a se chamar Rei do Mate e estaria entre as 10 maiores empresas do ramo alimentício fast-food do Brasil.